# Jung
Jung är en tätort i Vara kommun och kyrkbyn i Jungs socken i Västergötland.
Här finns Jungs kyrka och en skola för barn i år 0-3 som också inrymmer ett fritids.
I Jung tillverkade tidigare Asko Appliances vitvaror. Produktionen flyttades till Slovenien 2013 och utvecklingen till Lidköping samma år.

## Befolkningsutveckling
| Befolkningsutvecklingen i Jung 1960–2020 | Befolkningsutvecklingen i Jung 1960–2020 | Befolkningsutvecklingen i Jung 1960–2020 | Befolkningsutvecklingen i Jung 1960–2020 | Befolkningsutvecklingen i Jung 1960–2020 |
| ---------------------------------------- | ---------------------------------------- | ---------------------------------------- | ---------------------------------------- | ---------------------------------------- |
|                                          |                                          |                                          |                                          |                                          |
| År                                       |                                          |                                          | Folkmängd                                | Areal (ha)                               |
| 1960                                     | 1960                                     |                                          | 251                                      |                                          |
| 1965                                     | 1965                                     |                                          | 352                                      |                                          |
| 1970                                     | 1970                                     |                                          | 407                                      |                                          |
| 1975                                     | 1975                                     |                                          | 423                                      |                                          |
| 1980                                     | 1980                                     |                                          | 430                                      |                                          |
| 1990                                     | 1990                                     |                                          | 411                                      | 104                                      |
| 1995                                     | 1995                                     |                                          | 413                                      | 104                                      |
| 2000                                     | 2000                                     |                                          | 396                                      | 104                                      |
| 2005                                     | 2005                                     |                                          | 411                                      | 105                                      |
| 2010                                     | 2010                                     |                                          | 408                                      | 104                                      |
| 2015                                     | 2015                                     |                                          | 384                                      | 96                                       |
| 2020                                     | 2020                                     |                                          | 395                                      | 91                                       |
|                                          |                                          |                                          |                                          |                                          |